# اس‌اس هالیفکس (۱۸۷۲)
اس‌اس هالیفکس (۱۸۷۲) (به انگلیسی: SS Halifax (1872)) یک کشتی بود که طول آن ۲۳۱ فوت (۷۰ متر) بود. این کشتی  در سال ۱۸۷۲ ساخته شد.